# Mount Mannering (Antarktika)
Mount Mannering ist ein Berg im Norden des ostantarktischen Viktorialands. In den Concord Mountains ragt er 6 km südsüdöstlich des Toilers Mountain in der King Range auf.
Die Nordgruppe einer von 1963 bis 1964 durchgeführten Kampagne im Rahmen der New Zealand Geological Survey Antarctic Expedition benannte ihn nach Guy Mannering, Fotograf auf der Scott Base von 1962 bis 1963.